# Вълчитрънско съкровище
Вълчитрънското съкровище е намерено през 1924 година край с. Вълчитрън, област Плевен и е най-голямото тракийско златно съкровище, открито на територията на България.
При копане на лозе случайно е открито най-голямото златно съкровище, познато на българската археология и състоящо се от 13 съда изработени от сплав в следния състав: злато – 88,15 %, с естествени примеси от сребро 9,7 %, мед 1,74 % и желязо – 0,4 %. Общото му тегло е 12,5 килограма чисто злато.
Състои се от 13 предмета: седем имат формата на похлупаци с различни диаметри и удължени луковични дръжки в средата (наподобяващи ударните инструменти-цимбали). Един съд наподобява кантаросовиден кратер със силно издължени и извити настрана дръжки и е с тегло от 4,5 килограма чисто злато. Четири са дълбоки чаши с извити нагоре дръжки (като едната чаша е значително по-голяма). Има и трилистен съд, съставен от три бадемовидни тела, свързани помежду си с тръбички и обща тройно разклонена дръжка, така че да образува система от скачени съдове.
Съкровището се намира на две големи групи. В първата влиза голям златен кантарос (чаша с две дръжки) с тегло около 4 кг, а също така един голям и три малки киатоса (чаша с една вертикална дръжка). Декорацията на съдовете е сравнително бедна. Тя представлява релефни ръбове с диагонално насечено разположени по дължината дръжки. Първата група съдове е изследвана в детайли от археолозите Андрю Шерад и Тимоти Тейлър. Те посочват паралели от континентална Гърция, това са гроб №4 в Кръг А на Микена, където е открит подобен сребърен кантарос, а също и златен кантарос, случайно открит в Тива. Други подобни съдове са част от съкровищата от Ръдени, Румъния и Крижовлин, Украйна. Трите находки съдържат кантароси и чаши за пиене. Подобни капаци са част от колекцията на В. Божков, без информация къде са намерени.
Съкровището е датирано към края на бронзовата епоха, т.е. към XVI-XII век пр.н.е. Предполага се, че съдовете са били използвани за религиозни ритуали, изпълнявани от тракийските царе-жреци.
Съкровището се съхранява в Археологическия музей в София, негово копие – в Регионалния исторически музей, Плевен.